# エアレボリューション
エアレボリューション（英: Air Revolution）は、2023年1月13日より開始されたインターネット番組。ニコニコ生放送とYouTubeで配信が行われている。略称はエアレボ。

## 概要
「革命放送」を掲げる言論番組。過去の事件、騒動、社会現象の掘り下げ振り返りのほか、政治問題の討論も行う。番組サイトでは前述の「革命放送」のほか、「理想の社会を実現するための手段を語る空想革命」、「作家・アーティストも呼び「空想革命」を想像できる右脳を鍛える」ことをテーマとして挙げている。ジョー横溝が代表取締役を務める「株式会社パンとサーカス」が番組を運営している。
放送は前後半に分かれており、前半パートは無料で後半パートは有料。月3回の放送でニコニコチャンネルは月額770円。YouTubeチャンネルのメンバーシップは、スタンダードプランが790円、活動応援プランが1,190円。有料会員は過去のアーカイブも全て視聴できる。エアレボリューションのXアカウントでも、前半の無料パートのみライブ放送が行われている。

## ゲスト
現職の国会議員としては、2023年3月9日の放送にれいわ新選組代表の山本太郎、同年5月19日の放送に自民党の石破茂、2024年5月10日の放送に日本共産党委員長の田村智子、同年6月13日の放送に立憲民主党の川内博史、同年6月20日の放送にれいわ新選組の大石あきこ、同年9月6日の放送に立憲民主党の近藤和也、2025年2月7日の放送にれいわ新選組代表の山本太郎、同年3月18日の放送にれいわ新選組の八幡愛、同年6月6日の放送に立憲民主党の小山展弘が出演。

### 選挙特番
選挙特番としては、第50回衆議院議員総選挙期間中の2024年10月22日、国民民主党代表の玉木雄一郎、無所属の福島伸享、れいわ新選組の辻恵、立憲民主党の吉田晴美がリモートで出演した。第27回参議院議員通常選挙期間中の2025年7月13日、社会民主党のラサール石井、日本共産党の山添拓、れいわ新選組の八幡愛、立憲民主党の森ゆうこがリモートで出演した。

## 出演者
司会
- ジョー横溝

演者
- 島田雅彦（作家）
- 白井聡（政治学者）

## イベント
- 2023年7月 - 安倍晋三銃撃事件から1年が経過した事を受けて、社会学者の宮台真司と批評家の古谷経衡を招いて「エアレボリューション」のトークイベント『テロル』を開催した[5]。
- 2024年8月 - ポリタスTVやデモクラシータイムスなど複数の独立系メディアと共に、トークフェスティバル『論壇フェス』を開催した[6]。同年9月には後夜祭も行われた[7]。
- 2025年1月 - ジョー横溝がプロデューサー兼司会を務める「深掘TV」「エアレボリューション」「古谷経衡チャンネル」3番組合同のトークフェスティバル『パンサーフェス』を開催した[8]。